# Шаблеріг чорний
Шаблеріг чорний — африканський вид порожнистогорих (Bovidae), відноситься до підродини Шаблерогові.

## Поширення
Країни проживання: Ангола, Ботсвана, Демократична Республіка Конго, Кенія, Малаві, Мозамбік, Намібія, ПАР, Танзанія, Замбія, Зімбабве, вид введений в Есватіні. Це вид саванового рідколісся. 

## Життя
Трави становить основну частину їх раціону, але вони також іноді їдять листя. П'ють воду щодня. Самиці живуть зі своєю молоддю стадами від десяти до тридцяти тварин. Самці — одиночні тварини. Вони денні, але менш активні під час високої температури дня.
Коли шаблерогу чорному загрожують хижаки, в тому числі леви, вони будуть протистояти, використовуючи свої шаблеподібні роги. Багато з цих великих кішок померли під час таких боїв. Незважаючи на свою ефективність, роги внесли свій внесок у різке зниження чисельності тварини, високо цінуючись як трофей.

## Морфологічні особливості
Висота в холці 117 до 143 см, вага від 150 до 270 кг кілограмів. Вони від 190 до 255 см в довжину, не рахуючи хвоста 37-76 см; самці трохи більші. Самці мають чорне смолисте хутро, лише на череві блідо-біле. Самиці й молоді самці від червоного до темно-коричневого кольору. Обидві статі мають біле черево, білі щоки і підборіддя. У них є кошлаті гриви на задній частині шиї. Роги загнуті назад у самиць вони можуть досягати 1 м, але у самців вони можуть досягати понад 1,1 м. Тривалість життя цих тварин становить до 18 років.